# Quintalia stoddartii
Quintalia stoddartii är en snäckart som först beskrevs av Gray 1834.  Quintalia stoddartii ingår i släktet Quintalia och familjen Helicarionidae. IUCN kategoriserar arten globalt som utdöd. Inga underarter finns listade i Catalogue of Life.